# Шендлинг, Гарри
Га́рри Эммануэ́ль Ше́ндлинг (англ. Garry Emmanuel Shandling; 29 ноября 1949, Чикаго — 24 марта 2016, Лос-Анджелес) — американский актёр, комик и писатель. Наиболее известен ролями в телесериалах «Это шоу Гарри Шендлинга» и «Шоу Ларри Сандерса».
Обладатель премии «Эмми» и BAFTA TV, двукратный номинант на «Золотой глобус».

## Биография
Родился в еврейской семье российского происхождения: его мать, Мюриэл Эстел Зингер (1922—2011) — была владелицей магазина животных; отец, Ирвинг Шендлинг (1919—1985) — владельцем типографии. Родители его отца — Джейкоб Шендлинг (1885—1968) и Анна Дейч (1885—?) — эмигрировали в Америку из России; родители матери — Чарльз Зингер (1897—?) и Эйда Гурвич (1896—1984) — были детьми иммигрантов. У Гарри был старший брат Барри Филип (1947—1960), который умер от муковисцидоза, когда Гарри было 10 лет.
Учился в школе «Palo Verde High School». После окончания школы поступил в Аризонский университет по специальности «электротехника», но в итоге перешёл на специальность «маркетинг» и получает послевузовское профессиональное образование.
В 1973 году Шендлинг переезжает в Лос-Анджелес. Он временно работает в рекламном агентстве, а затем продаёт написанные сценарии к нескольким эпизодам телесериала «Санфорд и сын». Кроме этого, он также написал сценарии к ситкомам «Добро пожаловать назад, Коттер» и «Трое — это компания».
В 1978 году Шендлинг совершил своё первое стенд-ап выступление в клубе «Comedy Store» в Лос-Анджелесе.
В 1984 году он выступил с первым специальным стенд-ап выступлением «Гарри Шендлинг: Один в Вегасе», которое было показано на кабельном телеканале «Showtime». В 1986 году на этом же телеканале было показано второе стенд-ап выступление «Шоу Гарри Шэндлинга: 25-я Особенная Годовщина». Третье специальное стенд-ап выступление «Гарри Шэндлинг: Стенд-ап» вышло в 1991 году, и было частью шоу «HBO Comedy Hour».
Исполнил роль сенатора Стерна в двух картинах компании Marvel Studios — «Железный человек 2» и «Первый мститель: Другая война».
Шендлинг скончался в госпитале 24 марта 2016 года. Полиция Лос-Анджелеса подтвердила поступление вызова «скорой помощи». Причина смерти не названа. Известно, что актёр не страдал хроническими заболеваниями.

### Личная жизнь
Шендлинг не был женат и редко говорил о своей личной жизни. С 1987 по 1994 год он встречался с актрисой и бывшей моделью Линдой Дюсетт. Она, также как и Шендлинг, снималась в телесериале «Шоу Ларри Сандерса», в котором играла Дарлин, ассистенку Хэнка Кингсли (Джеффри Тамбор). После их расставания она была выведена из состава актёров телесериала. Потом Дюсетт подала иск против Шендлинга и продюсера Брэда Грея за сексуальные домогательства, который была урегулирован во внесудебном порядке за 1,8 млн $.
Занимался баскетболом и боксом.

## В популярной культуре
В песне «Revolution Part 2» рок-группы «Butthole Surfers» имя Гарри Шендлинга упоминается вместе с другими известными актёрами. Солист группы Гибби Хэйнс сказал, что Шендлинг «один из тех людей, которые не дают мне покоя».
Он также упоминается в мультсериале «Симпсоны» в эпизоде «Jaws Wired Shut».

## Награды и номинации
Шендлинг выиграл две награды «British Comedy Awards», одиннадцать наград CableACE Award (семь за «Шоу Ларри Сандерса» и четыре за «Это шоу Гарри Шендлинга»), премию BAFTA TV и был номинирован на две премии Гильдии сценаристов США за «Шоу Ларри Сандерса». Он также получил три награды «American Comedy Awards» и был номинирован два раза на премию «Спутник».